# ハルサーエイカー
『ハルサーエイカー』は、沖縄テレビで放送されていたテレビの特撮番組シリーズ。CMC制作。2011年から2017年にかけてテレビドラマ3シリーズおよび映画1作品が制作された。

## 登場人物
田畑愛
本作品の主人公であり天才ハルサー、農業とファッションを愛するギャルでクラストを身にまとい「ハルサー・アイ」となる。
祖による永遠の不作を阻止するために祖父、豊作の導きで三つのクガニ野菜を探す。気が強いものの心は優しく、敵であっても対話で解決を導き出そうとする。
ノーグ・ヘラー
田畑愛と旅を共にする仲間である農具「ヘラ」の化身であり通常は眼鏡をかけたおじさんであるがムル装備によりパワーアップする怪力自慢。
「ハルサーおもろそうし」を使い、クガニ野菜捜索や、技の到達距離の計算などもおこなう。心配性。
ノーグ・カマー
田畑愛と旅を共にする仲間である農具「カマ」の化身でありムル装備によりパワーアップするウーマクーボーイ。
心が優しいが戦いになると周囲が見えなくなり、敵を倒すことしか考えなくなる。
ゥワー仙人
愛の祖父豊作の友人の豚の仙人。妖怪扱いされることもあるが、仲のいい人間とシーサーを召還して戦わせるシーサー勝負をしていることもある。
戦いで疲弊した愛に自分の心の不作にも目を向けるように諭す。
祖
古代人類の骨から復活し、現代人の食料を粗末にする様子に憤り、豊作たちが守ってきた鍬を奪って、この地上に永遠の不作をもたらそうとする。
うっかり粗大ゴミなどにぶつかることが多く、その度に「痛くない･･･」と自分に言い聞かせている。
サマリタン・ドブー
祖にゴミから生み出されたモンスター。チリーとともにゴミを捨てた人間を恨んでいる。全身がゴミの塊で長い間大地（土のある地面）に触れていると消滅するので、専らコンクリートなどの地面の場所での戦いを好む。粗暴に見えて意外に常識的で、チリーには固いといわれる。また情に厚い側面がありチリーやリョウの危機を救ったりもしている。意外に繊細。
サマリタン・チリー
祖にドブーとともに生み出されたモンスター。粗暴で、ドブーとともに空から飛来してくる。必殺技はゴミに捨てられていたＣＤを光弾と化して投げるＣＤパチミカサー、カマーと交戦する機会が多い。ドブーを軽んじているようにも見えるが、彼の消滅の際には心の底から悲しんでいた。
アギヤーリョウ
海とともに生きるアギヤーエイカーの末裔であり祖に忠誠を誓う。後から参加したのでドブーたちと折り合いが悪い。アクアと唱えてアギヤーエイカーに変身する。
比嘉竹子
息子夫婦と共に生活しているハルサー未亡人。愛と共にクガニ野菜を探すがドブー、チリーらに誘拐されてしまう。

## 用語
ハルサー
創始以来ずっと土と共に生きてきた一族であり、いわゆる農家である。
クラスト
大地にあるエネルギーの粒子であり、様々なものを作りだすことができる。

## 第1弾
- 沖縄テレビ放送で放送されており、全13回。放映に先駆けて出演者が多く所属する演芸集団FECのライブに映像が先行上映された。当初は2011年9月17日からの放送の予定であったが諸事情により延期し10月15日からの本放送となった。
- 県外視聴者向けにインターネット見逃し配信されている他、県外の放送局でも放送された（後述）。そのため、沖縄弁の台詞にはテロップが入る。
- 2011年5月20日、沖縄テレビにて制作発表記者会見が行われ、主演を務める福田萌子らキャストと、監督の岸本司や脚本の山田優樹ら制作陣が出席。制作スタッフ、出演者をはじめ、キャラクターデザイン、着ぐるみ造形など全てを「沖縄産」にこだわり、主題歌も県出身バンドの「MONGOL800」が務めることなどが発表された。
- 「ハルサーエイカー」という名の闘牛も登場した。

### ストーリー
- 沖縄の自然と畑を愛し守ってきたハルサー一族の末裔である田畑豊作と孫の愛は故郷である国頭村の畑原村で暮らしていた。平穏に見えたある日、古い人骨が発見される。それは琉球最初の人間である“祖”の骨であった。人間の愚行によって復活した“祖”は現代人の無残な食べ残しに激怒し路上の残飯から二体のモンスター“サマリタン・ドブー”と“サマリタン・チリー”を生み出す。“祖”は沖縄に「永遠の不作」という呪いをかける為にモンスターらを操り“人類最初のクワ”を愛の家から強奪し大地に打ち込む。愛は“ハルサー・アイ”へと変身、愛用の農具も“ノーグ・ヘラー”および“ノーグ・カマー”に姿を変えて愛を助けるが“祖”の圧倒的な破壊力の前にはなすすべもないのであった…物を粗末にする現代に対して怒れる者と、それでも人類を守り、より良い方向に導こうとする者との戦いの物語。

### キャスト
- 田畑愛（ハルサー・アイ）：福田萌子
- ノーグ・カマー：知念臣悟（パーラナイサーラナイ）
- ノーグ・ヘラー：山城智二
- サマリタン・ドブー：仲座健太（ハンサム）
- サマリタン・チリー：知念しんいちろう
- 祖：津波信一
- ゥワー仙人：けいたりん（プロパン7）
- アギヤーリョウ：平安信行
- 田畑豊作 : 北村三郎(諸事情により降板)、仲嶺眞永
- 大浜 : 大嶺淳
- 赤嶺：金城博之（ハンサム）
- 佳苗：新城愛理
- 収：ベンビー
- 研究員A：仲宗根豪
- 研究員B：佐野クジラ
- 研究員C：よしのりマキアート
- 若者1 : ゴリラコーポレーションこうへい
- 若者2 : みやじ
- 田畑愛（子役） : 我如古芹璃
- 比嘉竹子 : 城間やよい（泉&やよい）
- 比嘉ハナコ : 川満彩杏
- 比嘉幹也 : 大田享（パーラナイサーラナイ）
- 青年A : ゴリラコーポレーションゆうすけ
- 青年B : いさお名ゴ支部
- 大兼久清純 : 城間祐司（ゆうりきや〜）
- 大兼久ひかり : 垣花きらら
- 大兼久純恵 : 親川伸江
- 比嘉 : 島袋寛之
- 剛 : 仲宗根豪
- 友美 : 我如古杏璃
- あきの : 比嘉奈菜子
- 運転手 : 金城諒
- 船頭 : アカバナー青年会
- ベラベラナーベーラー（声） : まーちゃん
- アンマー・ベニー（声） : 中村一枝
- ゴーヤーゴーゴー（声） : 真栄平仁

### スーツアクター
- ハルサーアイ : 伊禮友希恵
- ノーグ・カマー : 知念臣悟
- ノーグ・ヘラー : 島袋寛之・ゴリラコーポレーションゆうすけ
- サマリタン・ドブー : 比嘉恭平・打越陽二朗
- サマリタン・チリー : 仲宗根豪

### スタッフ
- 著作：エイカーフィルム
- 製作：有限会社CMC
- 製作協力：沖縄テレビ
- 企画：渡口政旬
- プロデューサー：高山創一
- 原案・原作・脚本：山田優樹
- 演出・脚本：岸本司
- 撮影チーフ：中村健勇
- 撮影：小橋川和弘
- 撮影助手：吉田さやか・上江州祐弥
- 録音・MA：横澤匡広
- 照明：鳥越博文
- 特機：兼城明盛
- 特機助手：金城基史
- 助監督：石田玲奈
- 製作主任：緑川徹也
- 製作進行：鈴木優季・高橋南美子・木村守
- コーディネート：佐々木勇太
- 製作応援：村上展生・知念優・山田晋・玉城栞・与儀大輔・尾崎佐織
- 編集：又吉安則
- 編集助手：瑞慶覧朝大
- CGI：匂坂正宏・平良隆一
- スタイリスト&ヘアメイク：むらたゆみ
- ヘアメイク：与那覇千恵・山川暁子
- スタイリスト助手：国吉愛
- 衣装製作：上原千明
- 美術：濱田智有希・佐々木清和
- フーディー：makoto
- 歴史アドバイザー：上里隆史
- キャラクターデザイン&コスチューム製作：比嘉ブラザーズ
- 劇中音楽：曽我大穂(CINEMA dub MONKS）
- アクション指導：打越陽二朗

### 関連楽曲

#### OP
- 『Rise & Shine』
  - 歌：MONGOL800

#### ED
- 『01』
  - 歌：シベリアンスカンク

### 放送リスト
|          | タイトル                         | 放送日         |
| 第一話   | ハルサー・アイ誕生・前編         | 2011年10月15日 |
| 第二話   | ハルサー・アイ誕生・後編         | 2011年10月22日 |
| 第三話   | 永遠の不作・前編                 | 2011年10月29日 |
| 第四話   | 永遠の不作・中編                 | 2011年11月6日  |
| 第五話   | 永遠の不作・後編                 | 2011年11月13日 |
| 第六話   | 2つ目のクガニ野菜をさがせ!・前編 | 2011年11月19日 |
| 第七話   | 2つ目のクガニ野菜をさがせ!・中編 | 2011年11月26日 |
| 第八話   | 2つ目のクガニ野菜をさがせ!・後編 | 2011年12月3日  |
| 第九話   | ムル装備で守れ!・前編            | 2011年12月10日 |
| 第十話   | ムル装備で守れ!・中編            | 2011年12月17日 |
| 第十一話 | ムル装備で守れ!・後編            | 2011年12月24日 |
| 第十二話 | アギヤーVSハルサー               | 2011年12月31日 |
| 第十三話 | 最後のクラスト                   | 2012年1月7日   |

### 放送局
| 放送地域   | 放送局                            | 放送期間                      | 放送日時           | 系列           |
| ---------- | --------------------------------- | ----------------------------- | ------------------ | -------------- |
| 沖縄県     | 沖縄テレビ                        | 2011年10月15日 - 2012年1月7日 | 土曜 10:00 - 10:30 | フジテレビ系列 |
| 日本全域   | エンタメ〜テレ☆シネドラバラエティ | 2012年4月4日 - 2012年6月27日  | 水曜 17:30 - 18:00 | CS放送         |
| 中京広域圏 | メ〜テレ                          | 2013年4月2日 - 2013年6月25日  | 火曜 25:59 - 26:29 | テレビ朝日系列 |
| 群馬県     | 群馬テレビ                        | 2013年4月6日 - 2013年6月29日  | 土曜 8:30 - 9:00   | 独立局         |
| 岩手県     | IBC岩手放送                       | 2013年6月7日 - 2013年9月6日   | 金曜 15:50 - 16:19 | TBS系列        |
| 千葉県     | 千葉テレビ放送                    | 2014年3月31日 - 2014年6月23日 | 月曜 17:30 - 18:00 | 独立局         |
| 兵庫県     | サンテレビ                        | 2014年4月4日 - 2014年6月27日  | 金曜 7:30 - 8:00   | 独立局         |
| 埼玉県     | テレビ埼玉                        | 2014年4月5日 - 2014年6月28日  | 土曜 11:00 - 11:30 | 独立局         |
| 神奈川県   | テレビ神奈川                      | 2014年4月5日 - 2014年7月12日  | 土曜 18:30 - 19:00 | 独立局         |

### 裏ハルサーふとぅふとぅエイカー
- 本放送終了後に出演者によるユーストリーム配信番組であり山田優樹・仲座健太・知念しんいちろうらで進行される。

|          | ゲスト                             | 放送日         |
| テスト   |                                    | 2011年9月11日  |
| 前夜祭   |                                    | 2011年10月8日  |
| 第一回   |                                    | 2011年10月15日 |
| 第二回   | がねこせりあ・シンゴー             | 2011年10月22日 |
| 第三回   | 福田萌子・シンゴー・山城智二       | 2011年10月29日 |
| 第四回   | 山城智二                           | 2011年11月5日  |
| 第五回   | 城間やよい・大田享                 | 2011年11月12日 |
| 第六回   | けいたりん                         | 2011年11月19日 |
| 第七回   | 平安信行                           | 2011年11月26日 |
| 第八回   | 城間祐司                           | 2011年12月3日  |
| 第九回   | 福田萌子                           | 2011年12月10日 |
| 第十回   |                                    | 2011年12月17日 |
| 第十一回 | シベリアンスカンク・スーツアクター | 2011年12月24日 |
| 第十二回 |                                    | 2011年12月31日 |
| 第十三回 | 津波信一・福田萌子                 | 2012年1月7日   |

| 沖縄テレビ 土曜 10:00 - 10:30   | 沖縄テレビ 土曜 10:00 - 10:30            | 沖縄テレビ 土曜 10:00 - 10:30               |
| 前番組                          | 番組名                                   | 次番組                                      |
| ------------------------------- | ---------------------------------------- | ------------------------------------------- |
| 百識王 【月曜16時台後半に移動】 | ハルサーエイカー (2011.10.15 - 2012.1.7) | グッジョブコロシアム (2012.1.14 - 2012.3.3) |

## 第2弾
『ハルサーエイカー2』は、2012年10月6日から12月29日まで、沖縄テレビで放送されていた特撮番組。
- 2012年5月30日、沖縄テレビにて続編の｢ハルサーエイカー2｣の制作発表記者会見が行われた。続編の放送に先行し、2012年7月1日から琉神マブヤーと同様に、ノーグ･ヘラーとノーグ･カマーが子供たちとダンスを踊るミニ番組｢ムルぱっちり〜朝ご飯を食べよう運動〜｣が放送される。なお、ダンスの振り付けはAKB48の振り付けも行っている県出身の女性が担当する。[1]

## 映画
『ハルサーエイカー THE MOVIE エイカーズ』は、2015年1月31日公開の日本映画。

## 第3弾
『エイカーズグランドマスター』は、2017年4月21日から6月16日まで、沖縄テレビで放送されていた特撮番組。